# Campionati europei di nuoto 2018
La XXXIV edizione dei Campionati europei di nuoto si è svolta a Glasgow e a Edimburgo, nel Regno Unito, dal 3 al 12 agosto 2018, all'interno della nuova manifestazione multisportiva quadriennale dei Campionati europei.

## Discipline
Sono state reincluse in questa edizione le gare di nuoto di fondo, non presenti nell'edizione precedente. Nel programma del nuoto è stata inserita una nuova staffetta mista, la 4x200 m stile libero, portando complessivamente a tre il numero di staffette miste disputate.
| Disciplina          | Masc. | Femm. | Miste | Tot. |
| ------------------- | ----- | ----- | ----- | ---- |
| Nuoto               | 20    | 20    | 3     | 43   |
| Nuoto di fondo      | 3     | 3     | 1     | 7    |
| Nuoto sincronizzato | -     | 7     | 2     | 9    |
| Tuffi               | 5     | 5     | 3     | 13   |
| Totale              | 28    | 35    | 9     | 72   |

## Calendario
| ● | Competizioni | ● | Finali |

|                     | Agosto 2018 |   |   |   |    |    |    |    |    |    |    |
| Sport               | 3           | 4 | 5 | 6 | 7  | 8  | 9  | 10 | 11 | 12 | T  |
| Nuoto               | 4           | 6 | 6 | 6 | 6  | 6  | 9  |    |    |    | 43 |
| Nuoto di fondo      |             |   |   |   |    | 2  | 2  |    | 1  | 2  | 7  |
| Nuoto sincronizzato | 2           | 1 | 1 | 2 | 3  |    |    |    |    |    | 9  |
| Tuffi               |             |   |   | 1 | 2  | 2  | 2  | 2  | 2  | 2  | 13 |
| Finali              | 6           | 7 | 7 | 9 | 11 | 10 | 13 | 2  | 3  | 4  | 72 |

## Medagliere

### Complessivo
Nazione ospitante 
| Posiz. | Nazione       | Oro | Argento | Bronzo | Totale |
| ------ | ------------- | --- | ------- | ------ | ------ |
| 1      | Russia        | 23  | 15      | 9      | 47     |
| 2      | Gran Bretagna | 13  | 12      | 9      | 34     |
| 3      | Italia        | 8   | 12      | 19     | 39     |
| 4      | Ungheria      | 6   | 4       | 2      | 12     |
| 5      | Ucraina       | 5   | 6       | 2      | 13     |
| 6      | Paesi Bassi   | 5   | 5       | 2      | 12     |
| 7      | Francia       | 4   | 2       | 6      | 12     |
| 8      | Svezia        | 4   | 0       | 0      | 4      |
| 9      | Germania      | 3   | 6       | 10     | 19     |
| 10     | Svizzera      | 1   | 0       | 1      | 2      |
| 11     | Danimarca     | 0   | 3       | 1      | 4      |
| 12     | Lituania      | 0   | 2       | 0      | 2      |
| 13     | Spagna        | 0   | 1       | 4      | 5      |
| 14     | Grecia        | 0   | 1       | 1      | 2      |
| 14     | Polonia       | 0   | 1       | 1      | 2      |
| 16     | Norvegia      | 0   | 1       | 0      | 1      |
| 16     | Romania       | 0   | 1       | 0      | 1      |
| 18     | Armenia       | 0   | 0       | 1      | 1      |
| 18     | Belgio        | 0   | 0       | 1      | 1      |
| 18     | Finlandia     | 0   | 0       | 1      | 1      |
| 18     | Irlanda       | 0   | 0       | 1      | 1      |
| 18     | Slovenia      | 0   | 0       | 1      | 1      |
| Totale | Totale        | 72  | 72      | 72     | 214    |

### Nuoto
Nazione ospitante 
| Posiz. | Nazione       | Oro | Argento | Bronzo | Totale |
| ------ | ------------- | --- | ------- | ------ | ------ |
| 1      | Russia        | 10  | 10      | 6      | 26     |
| 2      | Gran Bretagna | 9   | 7       | 8      | 24     |
| 3      | Italia        | 6   | 5       | 11     | 22     |
| 4      | Ungheria      | 4   | 3       | 2      | 9      |
| 5      | Francia       | 4   | 1       | 2      | 7      |
| 6      | Svezia        | 4   | 0       | 0      | 4      |
| 7      | Ucraina       | 3   | 1       | 0      | 4      |
| 8      | Germania      | 2   | 2       | 4      | 8      |
| 9      | Svizzera      | 1   | 0       | 1      | 2      |
| 10     | Paesi Bassi   | 0   | 4       | 1      | 5      |
| 11     | Danimarca     | 0   | 3       | 1      | 4      |
| 12     | Lituania      | 0   | 2       | 0      | 2      |
| 13     | Grecia        | 0   | 1       | 1      | 2      |
| 13     | Polonia       | 0   | 1       | 1      | 2      |
| 13     | Spagna        | 0   | 1       | 1      | 2      |
| 16     | Norvegia      | 0   | 1       | 0      | 1      |
| 16     | Romania       | 0   | 1       | 0      | 1      |
| 18     | Belgio        | 0   | 0       | 1      | 1      |
| 18     | Finlandia     | 0   | 0       | 1      | 1      |
| 18     | Irlanda       | 0   | 0       | 1      | 1      |
| 18     | Slovenia      | 0   | 0       | 1      | 1      |
| Totale | Totale        | 43  | 43      | 43     | 132    |

### Nuoto di fondo
Nazione ospitante 
| Posiz. | Nazione     | Oro | Argento | Bronzo | Totale |
| ------ | ----------- | --- | ------- | ------ | ------ |
| 1      | Paesi Bassi | 4   | 1       | 1      | 6      |
| 2      | Ungheria    | 2   | 1       | 0      | 3      |
| 3      | Italia      | 1   | 1       | 2      | 4      |
| 4      | Germania    | 0   | 2       | 1      | 3      |
| 5      | Francia     | 0   | 1       | 3      | 4      |
| 6      | Russia      | 0   | 1       | 0      | 1      |
| Totale | Totale      | 7   | 7       | 7      | 21     |

### Tuffi
Nazione ospitante 
| Posiz. | Nazione       | Oro | Argento | Bronzo | Totale |
| ------ | ------------- | --- | ------- | ------ | ------ |
| 1      | Russia        | 5   | 4       | 3      | 12     |
| 2      | Gran Bretagna | 4   | 5       | 1      | 10     |
| 3      | Germania      | 1   | 2       | 5      | 8      |
| 4      | Italia        | 1   | 2       | 1      | 4      |
| 5      | Ucraina       | 1   | 0       | 1      | 2      |
| 6      | Paesi Bassi   | 1   | 0       | 0      | 1      |
| 7      | Armenia       | 0   | 0       | 1      | 1      |
| 7      | Francia       | 0   | 0       | 1      | 1      |
| Totale | Totale        | 13  | 13      | 13     | 45     |

### Nuoto sincronizzato
Nazione ospitante 
| Posiz. | Nazione | Oro | Argento | Bronzo | Totale |
| ------ | ------- | --- | ------- | ------ | ------ |
| 1      | Russia  | 8   | 0       | 0      | 8      |
| 2      | Ucraina | 1   | 5       | 1      | 7      |
| 3      | Italia  | 0   | 4       | 5      | 9      |
| 4      | Spagna  | 0   | 0       | 3      | 3      |
| Totale | Totale  | 9   | 9       | 9      | 27     |